# San Clemente del Tuyú
San Clemente del Tuyú è una cittadina argentina della provincia di Buenos Aires affacciata sull'oceano Atlantico.

## Geografia fisica
San Clemente del Tuyú è situata nei pressi di punta Rasa, una punta sabbiosa che separa la baia di Samborombón, a ovest, dall'oceano Atlantico, a est. La costa, bassa e sabbiosa, ospita grandi spiagge che fanno della località di San Clemente un'affermata meta turistica balneare in Argentina.